# Pierre Pierrard
Pierre Pierrard (Roubaix, 26 februari 1920 - Parijs, 8 december 2005) was een Frans katholiek historicus. 
In 1965 schreef Pierrard zijn doctoraal Vie ouvrière à Lille sous le Second Empire (Arbeidersleven in Rijsel onder het Tweede Keizerrijk), waarmee hij groot opzien baarde. Hij engageerde zich in zijn historisch onderzoek voor een kritische beschouwing van de rol van de Katholieke Kerk ten opzichte van de arbeidersbeweging. Daarbij onderzocht hij vooral de ontwikkelingen in het Noorderdepartement in de 19e en 20e eeuw. Volgens Pierrard faalde de Katholieke Kerk gedurende de hele 19e eeuw in het aanvaarden van de industrialisering en de opkomst van de  arbeidersklasse. Volgens Pierre Pierrard kon het katholicisme pas weer aansluiting vinden bij de arme bevolking, deels dankzij de wet van Combes in 1905 en de wederopbouw na de Eerste Wereldoorlog.
Pierrard onderwees dertig jaar lang hedendaagse geschiedenis aan het Institut Catholique de Paris in Parijs. Als katholiek historicus sprak hij zich uit voor een radicaal kerkelijk engagement ten gunste van de armen. Hij ondersteunde daarin de posities van de Franse bisschop mgr. Jacques Gaillot. Pierre Pierrard maakte zich eveneens verdienstelijk voor de interreligieuze dialoog, in het bijzonder voor de toenadering tussen katholieken en joden.
In 1984 verwierf Pierrard de Grand Prix catholique de littérature voor zijn werk L'Église et les ouvriers (De Kerk en de arbeiders).